# Diocesi di Aberdeen e delle Orcadi
La diocesi di Aberdeen e delle Orcadi (in latino Dioecesis Aberdonensis et Orchadensis, in inglese Diocese of Aberdeen and Orkney) è una sede della Chiesa episcopale scozzese. Nel 2020 contava 21.240 battezzati su 494.000 abitanti. È retta dalla vescova Anne Dyer.

## Territorio
La diocesi comprende la contea di Aberdeen, del Banffshire, di Kincardine, e le isole Orcadi e Shetland.
Sede vescovile è Aberdeen, dove si trova la cattedrale di Sant’Andrea.
Il territorio si estende su 10.000 km² ed è suddiviso in 46 parrocchie, raggruppate in 40 decanati.

## Storia
L'attuale diocesi di Aberdeen e delle Orcadi riprende i territori di due antiche diocesi medievali scozzesi, la diocesi di Aberdeen (Aberdonensis) e la diocesi delle Orcadi (Orchadensis).

### Diocesi di Aberdeen

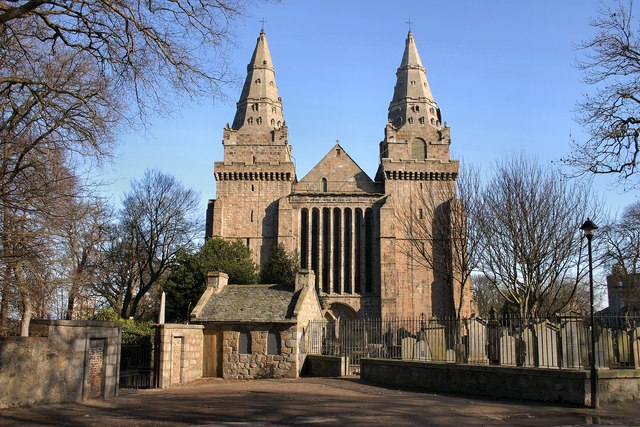
La chiesa di San Machar, che fu cattedrale della diocesi di Aberdeen fino alla riforma protestante, appartiene oggi alla Chiesa di Scozia.

Nel 1131, durante il regno di Davide I, la sede episcopale di Mortlach fu trasferita dal vescovo Nechtan ad Aberdeen (Old Aberdeen), e fu eretta a cattedrale la chiesa di San Machar, considerato dalla tradizione l'evangelizzatore della regione. La cattedrale fu ricostruita durante l'episcopato di Alexander de Kininmund II (seconda metà del XIV secolo). Secondo Taylor, l'erezione di una diocesi ad Aberdeen farebbe parte della trasformazione della Chiesa scozzese, da Chiesa di carattere celtico-monastico a Chiesa romana, operazione di cui il re Davide I fu uno dei protagonisti.
L'ultimo vescovo cattolico di Aberdeen fu William Gordon, deceduto nel 1577; con lui termina la prima fase della storia della diocesi cattolica di Aberdeen rompendo la comunione con la Santa Sede. A Gordon succedette David Cunningham, che continuò la serie dei vescovi all'interno della Chiesa episcopale scozzese: la diocesi episcopale di Aberdeen fu ufficialmente soppressa nel diritto scozzese dapprima durante la rivoluzione inglese e poi definitivamente nel 1688 a seguito della Gloriosa rivoluzione, quando tutte le chiese e i suoi beni furono assegnati alla Chiesa presbiteriana che aveva definitivamente abbracciato il calvinismo appoggiando la rivoluzione. La Chiesa episcopale non scomparve comunque del tutto, e continuò ininterrottamente la storia della diocesi fino ad oggi erigendo nuovi templi di culto, e dal 1865 ha cambiato nome nel titolo attuale.

### Diocesi delle Orcadi

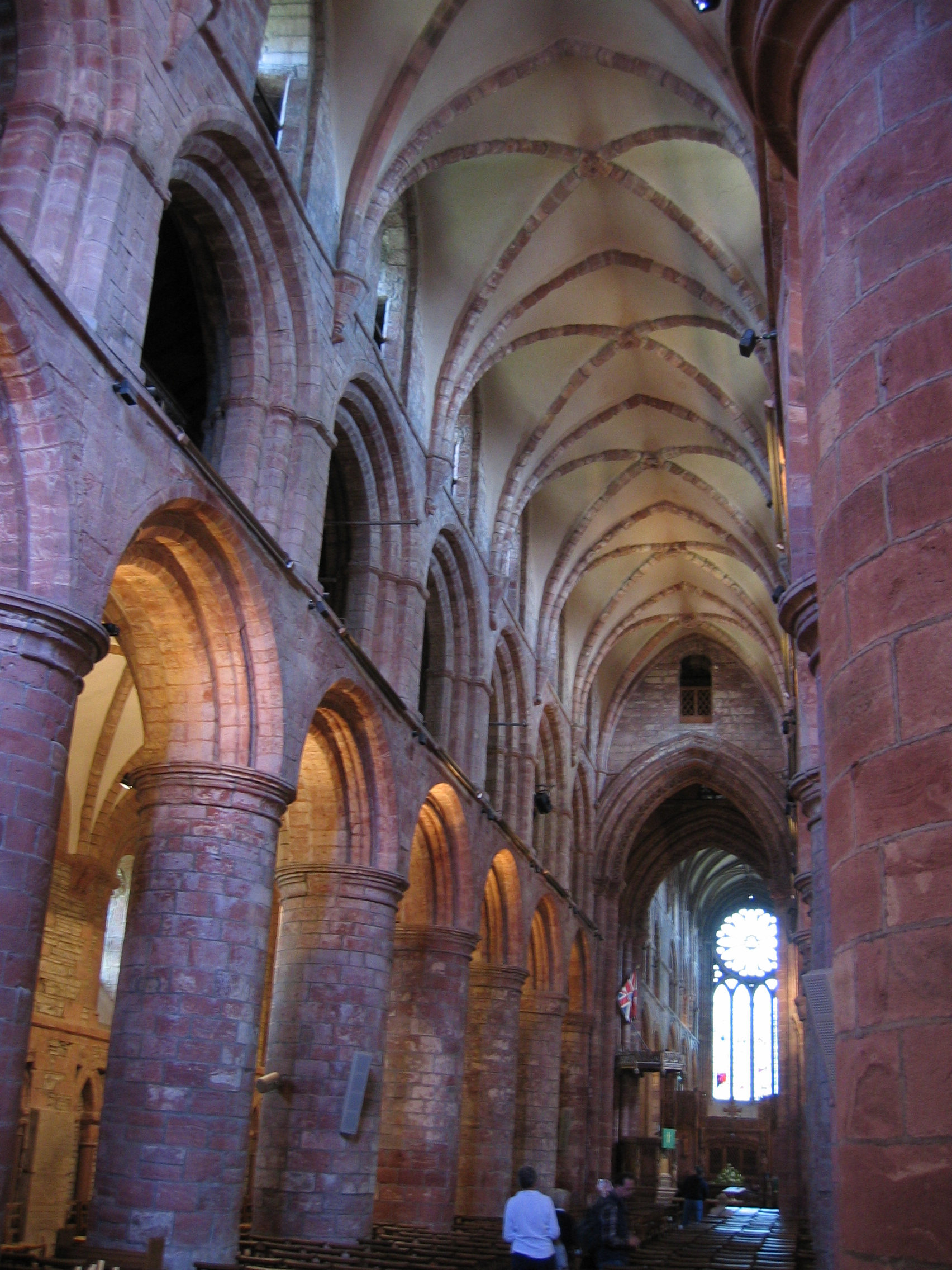
Interno della cattedrale di San Magno

La diocesi delle Orcadi fu eretta attorno alla metà dell'XI secolo durante il regno di Canuto il Grande. Il primo vescovo conosciuto è Henry (prima del 1060).
L'ultimo vescovo cattolico di Orkney fu Robert Reid, deceduto nel 1558. Gli succedette Adam Bothwell, eletto il 2 agosto 1559, che in seguito aderì alla riforma protestante. In seguito poi alla Gloriosa rivoluzione, anche la diocesi protestante fu soppressa.

### Diocesi di Aberdeen e delle Orcadi
La diocesi di Aberdeen e delle Orcadi è stata eretta nel 1865, semplicemente cambiando nome alla diocesi di Aberdeen.

## Cronotassi
Vescovi di Aberdeen
1721 - 1724 Archibald Campbell
1724 - 1733 James Gadderar
1733 - 1746 William Dunbar
1747 - 1767 Andrew Gerard
1768 - 1786 Robert Kilgour
1786 - 1816 John Skinner
1816 - 1857 William Skinner
Vescovi di Aberdeen e delle Orcadi
1857 – 1883 Thomas Suther
1883 – 1905 Arthur Douglas
1905 - 1911 Rowland Harris
1911 - 1917 Anthony Michell
1917 - 1943 Frederic Dean
1943 - 1955 Herbert Hall
1955 - 1972 Frederick Easson
1972 - 1976 Ian Begg
1976 - 1991 Frederick Darwent
1991 - 2006 Bruce Cameron
2006 - 2016 Robert Gilles
2018 -      Anne Dyer

## Statistiche
La diocesi nel 2020 su una popolazione di 494.000 persone contava 21.000 battezzati, corrispondenti al 4,3% del totale.